# Edmond Djoumessi II
Edmond Djoumessi II, né le 12 novembre 1930 à Forêké-Dschang et mort en 2002, est le 8e chef traditionnel du groupement Foréké-Dschang.

## Biographie

### Enfance, Etudes et Débuts
Edmond Djoumessi II est le fils de Mathias Djoumessi. Il fait ses études primaires à l’École catholique de Dschang puis, il entre au Collège Sasse pour le secondaire. Ensuite, il quitte le Cameroun pour faire des études en soins infirmiers au Nigeria. En 1958, il rentre au Cameroun où il entame une carrière d’infirmier au dispensaire de Bamendou. Il y exerce jusqu’en 1960, puis à l’Hôpital de Dschang de 1960 à 1966,.

### Parcours

#### Accession au Trône
En mai 1966, il succède à son père et devient le 8e chef du groupement Foréké-Dschang. Il accède au trône le 5 mai 1966, après son arrestation. Le jour de son accession, son adjoint, Marius Kweti Nkenglifack, qui ambitionnait de succéder à leur père, était absent et aurait juré de devenir chef tôt ou tard,,. Le même soir, le troisième prétendant à la succession s'évade du «Lifem» (forêt sacrée) et disparaît sans explication,,.

#### Engagement Politique
En réaction aux déviances de la gouvernance, il adhère au début des années 1990 au Social Démocratie Front (SDF), un parti d’opposition. Il en a été le tout premier Président dans la Menoua. Cependant, à l’appel des populations et soucieux de leur sécurité et de leurs intérêts immédiats, il prend du recul par rapport à ce parti quelques années plus tard. Il déclare alors, comme son père 40 ans plus tôt, qu’«un vendeur d’œufs évite tous heurts, même des moindres», sachant ainsi se soumettre aux servitudes de sa qualité de chef traditionnel.
Il meurt le 23 mars 2022,. Son fils, contesté par certains, lui succède le 06 avril 2002,.